# Konrad Levezow
Jakob Andreas Konrad Levezow, oft nur J. A. Konrad Levezow (* 3. September 1770 in Stettin; † 13. Oktober 1835 in Berlin) war ein deutscher Klassischer Archäologe, Prähistoriker, Dichter und Autor.

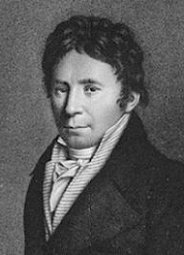
Jakob Andreas Konrad Levezow

## Leben, Werdegang und Leistungen
Jakob Andreas Konrad Levezow wurde als Sohn des Konrektors am Stettiner Gymnasium, Immanuel Friedrich Levezow (1731–1801), geboren. Seine Mutter, Dorothea Sophia, geborene Ebel († 1785), war die Tochter eines preußischen Artillerie-Offiziers. Schon der Vater veröffentlichte Schriften zu altphilologischen und heimatkundlichen Themen. Nach dem Gymnasium begann Levezow ein Studium der Theologie an der Universität Halle, wechselte aber unter dem Einfluss von Friedrich August Wolf zu den Altertumswissenschaften. Nach dem Studium wirkte er zunächst mehrere Jahre als Hauslehrer bei einer Försterfamilie in Ziegenort. Wahrscheinlich bei Christian Gottlob Heyne erfolgte 1795 an der Universität Göttingen die Promotion in Klassischer Philologie. Anschließend wechselte er nach Berlin und lehrte zunächst als Hilfs- dann als außerordentlicher Lehrer am von Friedrich Gedike (1754–1803) geleiteten Berliner Gymnasium zum Grauen Kloster. Nach zwei Jahren wechselte er ans Friedrich-Wilhelms-Gymnasium. Hier war er bis 1824 tätig.
1802 bewarb er sich zusätzlich zu seinem Lehrerberuf als Nachfolger von Friedrich Eberhard Rambach um die Professur für Altertumskunde und Mythologie an der Berliner Akademie der bildenden Künste und mechanischen Wissenschaften. Er bekam die Stelle und trat sie wohl 1804 an. Im selben Jahr heiratete er Marie Ulrike Wilhelmine Gilly, geb. Hainchelin, die Witwe seines Jugendfreundes Friedrich Gilly, der ihm seit seiner Ankunft 1795 in Berlin viele Türen geöffnet hatte. Zusätzlich wurde Levezow 1807 zum Bibliothekar der Akademie-Bibliothek ernannt. Er war mit Aloys Hirt befreundet und stand mit einigen der wichtigsten Geistesgrößen Deutschlands dieser Zeit in Kontakt, darunter Friedrich Nicolai, Heinrich Gentz und Johann Gottfried Schadow. Schnell begann er sich mit den materiellen Hinterlassenschaften des Altertums in Berlin zu beschäftigen. Er publizierte zu vielen Werken, darunter zum Betenden Knaben. Eine Abhandlung Über den Raub des Palladiums und ganz besonders eine Abhandlung über die Familie des Lykomedes, begründeten den Ruf Levezows als Archäologe. Sie hatten nicht zuletzt eine große Wirkung auch nach Frankreich unt Italien. Dadurch wurde der französische Archäologe Aubin-Louis Millin de Grandmaison auf Levezow aufmerksam, der diesen dann während der Besetzung Berlins durch die napoleonischen Truppen unterstützte. Im Zuge seiner gelehrten Abhandlungen wurde er korrespondierendes oder ehrenhalber aufgenommenes Mitglied mehrerer Akademien, darunter der Akademie der Wissenschaften zu Göttingen, der Sozietät der Alterthümer Kassel, Livorno, der Königlich Bayerischen Akademie der Wissenschaften, der Königlich Deutschen Gesellschaft Königsberg, der Gesellschaft Nordischer Alterthumsforscher Kopenhagen, der Historisch-antiquarischen Gesellschaft Leipzig, dem Archäologischen Institut Rom sowie der Historisch-antiquarischen Gesellschaft Stettin. Große Wirkung hatte auch die von Levezow publizierte Geschichte der Berliner Akademie.
Neben seiner wissenschaftlichen Tätigkeit war Levezow auch Autor von Bühnenstücken. 1804 spielte das Königliche Nationaltheater sein Trauerspiel Iphigenia in Aulis. Zudem publizierte er Aufsätze zu Martin Luther, zum Friedrichsdenkmal und eine Biografie der Sängerin Margarete Luise Schick. 1811 beschäftigte er sich in einem Vortrag vor der Gesellschaft der Freunde der Humanität zu Berlin mit der legendären Stadt Vineta. Er verfasste 1815 ein Gedicht auf den Geburtstag der Prinzessin Charlotte und das Vorwort zu Goethes im Berliner Opernhaus erstaufgeführten Des Epimenides Erwachen. Zu der Zeit war Levezow häufig Redner bei offiziellen Anlässen. Für diese eher musischen Aktivitäten wurde er Ehrenmitglied im Berlinischen Künstler-Verein. Auch sonst nahm er Anteil am gesellschaftlichen Leben der Zeit, hörte beispielsweise Alexander von Humboldts bahnbrechende Kosmos-Vorlesung 1827, für die sich das Auditorium mit einer Ehrenmedaille bedankte, die auf Levezows Initiative zurückging. Zudem veröffentlichte er ein Lehrbuch der Geographie und Geschichte von Pommern und Rügen, die Vor- und Frühgeschichte dieses Raumes sowie Brandenburg-Preußens wurde neben der Klassischen Archäologie zu seinem zweiten wissenschaftlichen Betätigungsfeld. So beschäftigte er sich mit der Frage der Echtheit einiger angeblich obodritischer Runendenkmäler in Neustrelitz und der Bedeutung der Funde germanischer und slawischer Provenienz zwischen Elbe und Weichsel.
1820 nahm Levezow zusätzlich zu seiner Lehrtätigkeit am Gymnasium und zu seiner Tätigkeit bei der Akademie eine dritte, noch dazu unbezahlte Stelle als Assistent (Adjunkt) von Jean Henry an der Kunst-, Antiken- und Münzkammer auf. Mit inbegriffen war eine Option, später die Direktorenstelle bekleiden zu können. Schnell wurde er zum wichtigsten Mitarbeiter dieser Institution. Zwar bat Staatsminister Altenstein Friedrich Wilhelm III. 1821 vergeblich, Levezow zugunsten der Tätigkeit an der Kunstkammer von seiner Tätigkeit als Lehrer zu entbinden, doch wurde die Arbeit 1823 durch ein Geldgeschenk von 400 Talern gewürdigt. Im selben Jahr wurde er dann doch von seinen Lehrverpflichtungen entbunden. Das Jahresgehalt wurde zudem um 450 Taler auf 1200 Taler erhöht. Levezow war maßgeblich an der Umgestaltung der königlichen Kunstkammer zum Königlichen Museum beteiligt, das 1828 eröffnet wurde. Seit 1826 war er erster Direktor des Antiquariums (Vorstand des Kunstkabinetts). Levezow hatte sich bislang vor allem mit der antiken Skulptur und der Kleinkunst befasst, die antike Architektur schien ihn nicht hauptsächlich zu interessieren. Seit 1829 bekam er einen beträchtlichen Mietzuschuss, den erneut Minister Altenstein für ihn beim König erwirkte. Begründet wurde der Zuschuss mit der Notwendigkeit, die umfangreiche Bibliothek des Archäologen unterzubringen. 1831 wurde er neben Karl Friedrich Schinkel, Christian Friedrich Tieck, Gustav Friedrich Waagen, Christian Daniel Rauch, Karl Wilhelm Wach und Johann Jakob Schlesinger als Mitglied einer königlichen Kommission unter der Leitung Carl von Brühls genannt, die die Neuerwerbungen, die Aufstellung und Restaurierung der Kunstwerke sowie die Kopiertätigkeit des Museums regeln sollte. Neben ihm als Leiter des Antiquariums waren Tieck (Skulpturensammlung) und Waagen (Gemäldesammlung) Direktoren der Museumsabteilungen.
Während seiner Tätigkeit an Kunstkammer und Museum war er Gutachter für mehrere Sammlungen, darunter die Sammlung Minutoli und die Sammlung Passalacqua (beides ägyptische Altertümer) und die Vasensammlung Koller. Alle Sammlungen wurden vom Museum übernommen, letztere ausdrücklich auf Betreiben Levezows, der argumentierte, dass das königliche Museum durch die Übernahme dieser bedeutenden Sammlung in die erste Reihe der Museen der Welt aufrücken werde. Das größte Verdienst des Archäologen war jedoch die Zusammenstellung und Publikation von Katalogen der musealen Sammlungen. Krönung seiner wissenschaftlichen Karriere war die im Januar 1832 einstimmig erfolgte Aufnahme als ordentliches Mitglied in die philosophisch-historische Klasse der Königlichen Akademie der Wissenschaften zu Berlin. Im Rahmen eines Akademie-Vortrages beschäftigte er sich als einer der ersten Archäologen mit der Bedeutung von Herkunftsangaben und Fundumständen bei archäologischen Funden. Er erkannte, dass ein Fehlen genauerer Angaben den Erkenntniswert eines Fundes schmälert.

## Schriften (Auswahl)
- Leben und Kunst der Frau Margarete Luise Schick, gebornen Hamel, königl. Preuss. Kammersängerin u. Mitgliedes des Nationaltheaters zu Berlin. Mit einem Bildnis der Künstlerin, Duncker & Humblot, Berlin 1809 Digitalisat
- Iphigenia in Aulis. Trauerspiel in fünf Akten, Wehrhahn, Hannover 2008, ISBN 978-3-86525-080-3 (Theatertexte 18)